# Bagrus docmak
Bagrus docmak är en fiskart som först beskrevs av Forsskål, 1775.  Bagrus docmak ingår i släktet Bagrus och familjen Bagridae. IUCN kategoriserar arten globalt som livskraftig. Inga underarter finns listade.